# Рос (остров)
Вижте пояснителната страница за други значения на Рос.
Рос (на английски: Ross Island) е остров в крайната югозападната част на море Рос, простиращо се в Тихоокеанския сектор на Южния океан. Разположен е в северозападната периферия на шелфовия ледник Рос, като заливът Макмърдо (широк 45 km) го отделя на запад от Брега Скот на Земя Виктория. Дължина от запад на изток 79 km, ширина от север на юг 76 km, площ 2460 km². Остров Рос е най-южният остров на Земята, до който е възможно достигането с плавателен съд.
Остров Рос има форма на латинската буква „L“, като в трите му ъгъла се издигат три високи върха: най-южният на Земята дайстващ вулкан Еребус 3794 m (в югозападната му част); изгасналият вулкан Тирър 3230 m (в източната му част) и връх Бърд 1788 m (в северната му част). С тези си върхове въпреки малката си площ той е 6-ият по височина остров в света. Почти изцяло е покрит с лед през цялата година, като има само малки места, на които ледената покривка отсъства – районът на вулкана Еребус, изгасналия вулкан Тирър и малки участъци по западното и източно крайбрежие. На острова се помещава една от най-големите популации от пингвини Адели.
Островът е открит на 27 януари 1841 г. от британската антарктическа експедиция (1840 – 43), възглавявана от видния английски полярен изследовател Джеймс Кларк Рос и в началото на 20 век е наименуван в негова чест от известния антарктически изследовател Робърт Скот. Поради благоприятното си географско положение дълги години островът е изходна база за експедициите изследвали вътрешността на Антарктида и в надпреварата за достигането на Южния полюс. Сега на острова се помещава новозеландската полярна станция „Скот“ и американската станция „Макмърдо“, лагер на Американската Антарктическа програма. Неправителствената екологична организация Грийнпийс също са имали лагер там съществувал между 1987 и 1992, но не е използван от тях.